# High Line (Nueva York)
El High Line (también conocido como el parque de la High Line) es un parque lineal de 1,45 millas de largo (2,33 km) en el distrito de Manhattan en Nueva York. Este parque se encuentra en una sección elevada de la línea West Side Line de la extinta compañía de ferrocarriles New York Central Railroad. Inspirados por el Coulée verte René-Dumont de París, un proyecto similar de 4,7 kilómetros completado en 1993, el High Line se concibió como una pasarela verde elevada y parque sobre los raíles de una antigua vía ferroviaria.
El proyecto multidisciplinario fue realizado por James Corner Field Operations, Diller Scofidio + Renfro, y Piet Oudolf. En 2018 obtuvo el Veronica Rudge Green Prize in Urban Design que otorga bianualmente la Universidad de Harvard.